# Reprezentacja Kuby w piłce siatkowej kobiet
Reprezentacja Kuby w piłce siatkowej kobiet to narodowa reprezentacja tego kraju, reprezentująca go na arenie międzynarodowej. Obecnie zajmuje 13. miejsce w rankingu FIVB.

## Osiągnięcia

### Igrzyska Olimpijskie
1. miejsce – 1992, 1996, 2000
 3. miejsce – 2004

### Igrzyska Panamerykańskie
1. miejsce – 1971, 1975, 1979, 1983, 1987, 1991, 1995, 2007
 2. miejsce – 1999, 2003
 3. miejsce – 1967

### Mistrzostwa Świata
1. miejsce – 1978, 1994, 1998
 2. miejsce – 1986

### Mistrzostwa Ameryki Północnej
1. miejsce – 1973, 1975, 1977, 1979, 1985, 1987, 1989, 1991, 1993, 1995, 1997, 1999, 2007
 2. miejsce – 1969, 1971, 1981, 1983, 2001, 2003, 2005

### World Grand Prix
1. miejsce – 1993, 2000
 2. miejsce – 1994, 1996, 1997, 2008
 3. miejsce – 1995, 1998

### Puchar Świata
1. miejsce – 1989, 1991, 1995, 1999
 2. miejsce – 1977, 1985

### Puchar Wielkich Mistrzyń
1. miejsce – 1993
 2. miejsce – 1997